# Oxyde mixte de bismuth, de calcium, de cuivre et de strontium

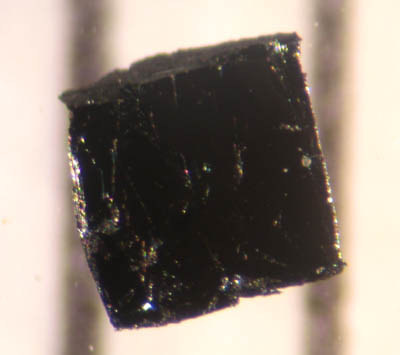
Pièce de dont l'arête vaut près de 1 mm.

L'oxyde mixte de bismuth, de calcium, de cuivre et de strontium (en anglais, Bismuth strontium calcium copper oxide ou BSCCO, prononcé « bisko ») est un type de cuprate supraconducteur ayant la formule chimique généralisée Bi2Sr2Can−1CunO2n+4+δ, le composé défini par n = 2 étant le plus étudié bien que les composés pour lesquels n = 1 ou n = 3 aient également reçu une attention significative. Découverte en tant que famille de composés en 1988, la structure BSCCO a été le premier supraconducteur à haute température qui ne contenait aucune terre rare. Les cuprates semiconducteurs sont une importante famille de supraconducteurs à haute température partageant une structure pérovskite bidimensionnelle en couches avec une supraconductivité se déroulant dans un plan d'oxyde de cuivre. Les supraconducteurs BSCCO et YBCO sont les plus étudiés de cette famille.
On nomme généralement les différents composés BSCCO à l'aide des nombres d'ions métalliques qui les constituent. Ainsi, Bi-2201 est le composé défini par n = 1  de formule Bi2Sr2CuO6+δ, Bi-2212 est le composé défini par n = 2 de formule Bi2Sr2CaCu2O8+δ et Bi-2223 est le composé défini par n = 3 de formule Bi2Sr2Ca2Cu3O10+δ.
La famille BSCCO est analogue à une famille de supraconducteurs à haute température au thallium appelée TBCCO et ayant pour formule générale Tl2Ba2Can−1CunO2n+4+δ ainsi qu'à une famille HBCCO au mercure de formule HgBa2Can−1CunO2n+2+δ. Il existe un certain nombre d'autres variantes de ces familles supraconductrices. En général, leur température critique, à laquelle ils deviennent supraconducteurs, augmente pour les premiers termes puis diminue ; ainsi, la température critique de Bi-2201 vaut Tc ≈ 33 K, celle de Bi-2212 vaut Tc ≈ 96 K, celle de Bi-2223 vaut Tc ≈ 108 K et celle de Bi-2234 vaut Tc ≈ 104 K. Ce dernier terme est très difficile à synthétiser.

## Fils et bandes

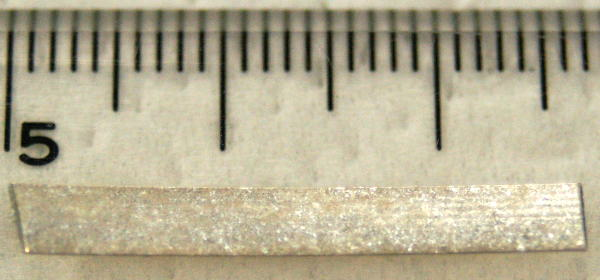
Pour des applications pratiques, BSCCO est comprimé avec du métal argenté dans du ruban par le procédé de poudre en tube.

BSCCO a été le premier matériau HTS à être utilisé pour fabriquer des fils supraconducteurs pratiques. Tous les HTS ont une longueur de cohérence extrêmement courte, de l'ordre de 1,6 nm. Cela signifie que les grains d'un fil polycristallin doivent être en très bon contact (ils doivent être atomiquement lisses). De plus, étant donné que la supraconductivité réside essentiellement uniquement dans les plans cuivre-oxygène, les grains doivent être alignés cristallographiquement. Le BSCCO est donc un bon candidat car ses grains peuvent être alignés soit par fusion ou par déformation mécanique. La double couche d'oxyde de bismuth n'est que faiblement liée par les forces de van der Waals. Ainsi, comme le graphite ou le mica, la déformation fait glisser sur ces plans BiO et les grains ont tendance à se déformer en plaques alignées. De plus, étant donné que BSCCO a n = 1, 2 et 3 termes, ceux-ci ont naturellement tendance à s'adapter aux limites de grains à faible angle, de sorte qu'ils restent en effet atomiquement lisses. Ainsi, les fils HTS de première génération (appelés 1G) sont fabriqués depuis de nombreuses années par des sociétés telles que l'American Superconductor Corporation (AMSC) aux États-Unis et Sumitomo au Japon, bien que AMSC ait maintenant abandonné le fil BSCCO au profit de fil 2G basé sur YBCO.
Typiquement, les poudres précurseurs sont emballées dans un tube en argent, qui est ensuite extrudé en diamètre. Ceux-ci sont ensuite reconditionnés sous forme de tubes multiples dans un tube en argent et à nouveau extrudés en diamètre, puis étirés davantage et enroulés en un ruban plat. La dernière étape assure l'alignement des grains. Les bandes sont ensuite mises à réagir à haute température pour former une bande conductrice multifilamentaire Bi-2223 dense, alignée cristallographiquement, appropriée pour enrouler des câbles ou des bobines pour transformateurs, aimants, moteurs et générateurs,. Une nappe typique de 4 mm de largeur et 0,2 mm d'épaisseur supporte un courant de 200 A à 77 K, donnant une densité de courant critique dans les filaments Bi-2223 de 5 kA/mm2. Cela augmente nettement avec la baisse de la température, de sorte que de nombreuses applications sont mises en œuvre entre 30 et 35 K, même si Tc ≈ 108 K.
Pour fabriquer des puces supraconductrices, il a été suggéré qu'en raison des progrès de la technologie du laser bleu, notamment des diodes monomodes 445, 450  et   405 nm, il pourrait être possible de pousser sélectivement les atomes de Sr dans le Bi-2223 pour former préférentiellement des matériaux à haute Tc conçus pour les puces informatiques. Si c'est le cas, la configuration pour les fabriquer en vrac peut être très simple, comme une surface de pastille d'isolant Mott modifiée avec BSCCO via MOVCD, puis recuite au laser sous oxygène à un ensemble très spécifique de champs électrostatiques, de températures et de longueurs d'onde séquentiellement, avec la polarisation alignée aux joints de grains. Si la variante 2223 est utilisée, alors Tc peut augmenter considérablement et ainsi rendre le matériau approprié pour un capteur quantique, SQUID et d'autres applications nécessitant ces paramètres. Cette idée a été suggérée sur Twitter et un document est en cours de compilation avec de plus amples informations à publier vers le 3T 2018 et d'autres discussions sur 4HV.org. L'idée originale a été inspirée par le seul atome de strontium incandescent assis entre des plaques électrostatiques dans le vide, ce qui a d'ailleurs valu à un doctorant responsable un prix.

## Applications
- Conducteurs 1G fabriqués à partir de bandes multifilamentaires Bi-2223, par exemple :
  - Projet de supraconducteur Holbrook.
- Test des bandes BSCCO au CERN[5].

## Découverte
Le BSCCO en tant que nouvelle classe de supraconducteurs a été découvert vers 1988 par Hiroshi Maeda et ses collègues au National Research Institute for Metals au Japon, bien qu'à l'époque ils n'aient pas pu déterminer sa composition et sa structure précises. Presque immédiatement plusieurs groupes, et notamment Subramanian et al. chez Dupont et Cava et al. chez AT&T Bell Labs, ont identifié Bi-2212. Le terme n = 3 s'est révélé assez difficile à atteindre et n'a été identifié qu'un mois plus tard par Tallon et al. dans un laboratoire de recherche gouvernemental en Nouvelle-Zélande. Il n'y a eu que des améliorations mineures à ces matériaux depuis. Un premier développement clé a consisté à remplacer environ 15 % du bismuth par du plomb, ce qui a considérablement accéléré la formation et la qualité du Bi-2223.

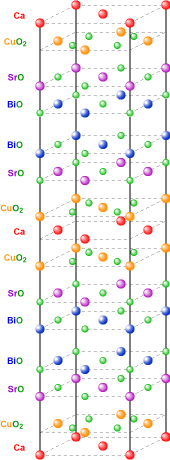
Cellule cristalline de BSCCO-2212, comprenant deux unités de répétition décalées de (1/2,0,0). Les autres termes de la famille BSCCO ont des structures très similaires : 2201 a un de moins dans sa moitié supérieure et inférieure et aucune couche de Ca, tandis que 2223 a une couche supplémentaire de et de Ca dans chaque moitié.

## Propriétés
Le BSCCO doit être dopé par un excès d'atomes d'oxygène (écart à la stœchiométrie noté δ dans la formule) afin de pouvoir être supraconducteur. Comme dans tous les supraconducteurs à haute température (HTS), la température critique Tc est sensible au niveau de dopage exact : la Tc maximale pour Bi-2212 (comme pour la plupart des HTS) est atteinte avec un excès d'environ 0,16 trous par atome de Cu,. C'est ce qu'on appelle le dopage optimal. Les échantillons avec un dopage inférieur (et donc basse Tc) sont généralement dits sous-dopés, tandis que ceux avec un excès de dopage (à basse Tc également) sont dits surdopés. En modifiant la teneur en oxygène, la Tc peut ainsi être modifiée à volonté. Selon de nombreuses mesures, les HTS surdopés sont de puissants supraconducteurs, même si leur Tc est moins optimale, mais les HTS sous-dopés deviennent extrêmement faibles. L'application d'une pression externe élève généralement la Tc dans les échantillons sous-dopés à des valeurs qui dépassent largement le maximum à pression ambiante. Ceci n'est pas entièrement compris, bien qu'un effet secondaire soit que la pression augmente le dopage. Le cas Bi-2223 est plus compliqué car il présente trois plans cuivre-oxygène distincts au niveau atomique. Les deux couches externes cuivre-oxygène sont généralement proches d'un dopage optimal, tandis que la couche interne restante est nettement sous-dopée. Ainsi, l'application d'une pression sur du Bi-2223 résulte en une augmentation de la Tc atteignant un maximum d'environ 123 K en raison de l'optimisation des deux plans extérieurs. Après une baisse prolongée, la Tc remonte ensuite vers 140 K en raison de l'optimisation du plan intérieur. Un défi majeur consiste donc à déterminer comment optimiser simultanément toutes les couches de cuivre-oxygène. Les propriétés supraconductrices pourraient encore être significativement améliorées en utilisant de telles stratégies.
BSCCO est un supraconducteur de type II. Le champ critique supérieur (en) Hc2 des échantillons polycristallins Bi-2212 à 4,2 K a été mesuré à 200 ± 25 T, contre 168 ± 26 T pour les échantillons polycristallins YBCO. En pratique, les HTS sont limités par le champ d'irréversibilité H*, au-dessus duquel les tourbillons magnétiques fondent ou se découplent. Même si le BSCCO a un champ critique supérieur plus élevé que le YBCO, il a un H* beaucoup plus faible (généralement plus petit d'un facteur 100), limitant ainsi son utilisation pour fabriquer des aimants à champ élevé. C'est pour cette raison que les conducteurs de YBCO sont préférés à BSCCO, bien qu'ils soient beaucoup plus difficiles à fabriquer.